# Campeonato Europeo de Baloncesto Masculino Sub-18 de 2017
El Campeonato Europeo de Baloncesto Masculino Sub-18 2017 fue la 34.ª edición del Campeonato Europeo de Baloncesto Masculino Sub-18. La competición tuvo lugar en dos ciudades Bratislava y Piešťany de Eslovaquia del 29 de julio al 6 de agosto de 2017.

## Sedes
| Bratislava                   | Piešťany                    | PiešťanyBratislavaBratislava y Piešťany, sedes del Campeonato Europeo de Baloncesto Masculino Sub-18 de 2017. |
| ---------------------------- | --------------------------- | --- |
| HANT Arena                   | Diplomat Arena              | PiešťanyBratislavaBratislava y Piešťany, sedes del Campeonato Europeo de Baloncesto Masculino Sub-18 de 2017. |
| Capacidad: 5500 espectadores | Capacidad: 900 espectadores | PiešťanyBratislavaBratislava y Piešťany, sedes del Campeonato Europeo de Baloncesto Masculino Sub-18 de 2017. |
|                              |                             | PiešťanyBratislavaBratislava y Piešťany, sedes del Campeonato Europeo de Baloncesto Masculino Sub-18 de 2017. |

## Equipos participantes
- Bosnia y Herzegovina
- Finlandia
- Francia
- Alemania
- Grecia
- Italia
- Letonia
- Lituania
- Montenegro (1º)
- Rusia
- Serbia
- Eslovenia
- Eslovaquia (3º)
- España
- Turquía
- Ucrania (2º)

## Árbitros
Los árbitros elegidos para dirigir los encuentros fueron:
- Panagiotis Anastopoulos
- Haris Bijedić
- Gentian Cici
- Marius Ciulin
- Antonio Conde
- Aleksey Davydov
- Mehdi Difallah
- Chris Dodds
- Srdan Dozai
- Aleksandar Glišić
- Martin Horozov
- Vladyslav Isachenko
- Martins Kozlovskis
- Marek Kukelcik
- Saverio Lanzarini
- Christof Madinger
- Nicolas Maestre
- Manuel Mazzoni
- Alexander Milojević
- Georgios Poursanidis
- Gintaras Vitkauskas
- Radomir Vojinović
- Yener Yılmaz
- Ademir Zurapović

## Fase de grupos
El sorteo se realizó el 26 de enero de 2017 en Múnich.
En esta ronda, los 16 equipos están agrupados en cuatro grupos de cuatro equipos cada uno. Todos los equipos avanzan a la Fase Final.

### Grupo A
|   | Equipo     | Pts | PG | PP | PF  | PC  | Dif |
| - | ---------- | --- | -- | -- | --- | --- | --- |
| 1 | Turquía    | 6   | 3  | 0  | 245 | 212 | 33  |
| 2 | Rusia      | 4   | 1  | 2  | 225 | 231 | −6  |
| 3 | Montenegro | 4   | 1  | 2  | 226 | 239 | −13 |
| 4 | Alemania   | 4   | 1  | 2  | 203 | 218 | −15 |

#### Partidos
| 29 de julio de 2017, 15:45 | Alemania                                                         | 61–70                                | Turquía                                        | |  |
| 12:45                      | Parciales: 19–26, 14–7, 14–13, 14–24                             | Parciales: 19–26, 14–7, 14–13, 14–24 | Parciales: 19–26, 14–7, 14–13, 14–24           | |  |
|                            | Estadísticas H. Drescher 11 M. Hollersbacher 10 N. Hassfurther 3 | Reporte Pts Reb Asts                 | Estadísticas 17 Y. Saybir 10 R. Atar 3 R. Atar | Pabellón: Diplomat Arena, Pieštany Asistencia: 150 espectadores Árbitros: Srdan Dozai Marek Kukelcik Nicolas Maestre |  |

| 29 de julio de 2017, 18:00 | Rusia                                                 | 81–71                                 | Montenegro                                             | |  |
| 20:15                      | Parciales: 24–18, 21–16, 22–21, 14–16                 | Parciales: 24–18, 21–16, 22–21, 14–16 | Parciales: 24–18, 21–16, 22–21, 14–16                  | |  |
|                            | Estadísticas A. Ershov 15 D. Khaldeev 9 D. Kasatkin 3 | Reporte Pts Reb Asts                  | Estadísticas 27 M. Simonovic 9 M. Simonovic 5 P. Titic | Pabellón: Diplomat Arena, Pieštany Asistencia: 170 espectadores Árbitros: Panagiotis Anastopoulos Gentian Cici Gintaras Vinkauskas |  |

| 30 de julio de 2017, 13:30 | Turquía                                             | 90–77                | Rusia                                                   | |  |
|                            | Parciales: 21–24, 23–18, 21–24, 25–11               |                      |                                                         | |  |
|                            | Estadísticas M. Mustafa 17 M. Mustafa 11 S. Hazer 3 | Reporte Pts Reb Asts | Estadísticas 13 A. Shashkov 9 D. Khaldeev 6 A. Khomenko | Pabellón: Diplomat Arena, Pieštany Asistencia: 200 espectadores Árbitros: Mehdi Difallah Haris Bijedić Aleksandar Milojević |  |

| 30 de julio de 2017, 20:15 | Montenegro                                         | 81–73                | Alemania                                          | |  |
|                            | Parciales: 13–11, 26–22, 12–24, 30–16              |                      |                                                   | |  |
|                            | Estadísticas P. Titic 16 A. Slavkovic 8 P. Titic 8 | Reporte Pts Reb Asts | Estadísticas 17 B. Buck 6 B. Buck 5 J. Mattisseck | Pabellón: Diplomat Arena, Pieštany Asistencia: 120 espectadores Árbitros: Ademir Zurapović Martin Kozlovskis Marek Kukelcik |  |

| 1 de agosto de 2017, 15:45 | Montenegro                                         | 74–85                | Turquía                                      | |  |
|                            | Parciales: 16–20, 22–28, 16–20, 20–17              |                      |                                              | |  |
|                            | Estadísticas N. Zizic 12 M. Simonovic 7 P. Titic 4 | Reporte Pts Reb Asts | Estadísticas 27 R. Atar 9 R. Atar 12 M. Akay | Pabellón: Diplomat Arena, Pieštany Asistencia: 120 espectadores Árbitros: Panagiotis Anastopoulos Gentian Cici Martins Kozlovskis |  |

| 1 de agosto de 2017, 20:15 | Alemania                                                      | 69–67                | Rusia                                                   | |  |
|                            | Parciales: 5–13, 19–15, 23–17, 10–12 (T.E.: 12–10)            |                      |                                                         | |  |
|                            | Estadísticas J. Mattisseck 15 P. Herkenhoff 7 P. Hadenfeldt 4 | Reporte Pts Reb Asts | Estadísticas 15 A. Khomenko 8 A. Savrasov 3 A. Khomenko | Pabellón: Diplomat Arena, Pieštany Asistencia: 100 espectadores Árbitros: Mehdi Difallah Alexander Milojević Georgios Poursanidis |  |

### Grupo B
|   | Equipo  | Pts | PG | PP | PF  | PC  | Dif |
| - | ------- | --- | -- | -- | --- | --- | --- |
| 1 | Serbia  | 5   | 2  | 1  | 205 | 185 | 20  |
| 2 | España  | 5   | 2  | 1  | 221 | 210 | 11  |
| 3 | Italia  | 5   | 2  | 1  | 183 | 176 | 7   |
| 4 | Ucrania | 3   | 0  | 3  | 187 | 225 | −38 |

#### Partidos
| 29 de julio de 2017, 13:30 | Ucrania                                              | 52–69                                 | Italia                                               | |  |
| 12:45                      | Parciales: 12–18, 14–17, 11–18, 15–16                | Parciales: 12–18, 14–17, 11–18, 15–16 | Parciales: 12–18, 14–17, 11–18, 15–16                | |  |
|                            | Estadísticas A. Voinalovych 12 I. Sanon 7 I. Sanon 2 | Reporte Pts Reb Asts                  | Estadísticas 14 E. Trapani 10 G. Caruso 4 F. Zampini | Pabellón: Diplomat Arena, Pieštany Asistencia: 150 espectadores Árbitros: Ademir Zurapović Haris Bijedić Alexandar Milojević |  |

| 29 de julio de 2017, 20:15 | Serbia                                                   | 70–76                                 | España                                                   | |  |
| 20:15                      | Parciales: 26–10, 13–23, 13–22, 18–21                    | Parciales: 26–10, 13–23, 13–22, 18–21 | Parciales: 26–10, 13–23, 13–22, 18–21                    | |  |
|                            | Estadísticas M. Pecarski 21 M. Pecarski 8 A. Uskokovic 4 | Reporte Pts Reb Asts                  | Estadísticas 16 M. González 11 O. Ehigitor 4 M. González | Pabellón: Diplomat Arena, Pieštany Asistencia: 170 espectadores Árbitros: Mehdi Difallah Martin Kozlovskis Georgios Poursanidis |  |

| 30 de julio de 2017, 15:45 | Italia                                              | 46–63                | Serbia                                                   | |  |
|                            | Parciales: 21–15, 14–11, 7–18, 4–19                 |                      |                                                          | |  |
|                            | Estadísticas M. Ebeling 15 G. Caruso 4 F. Zampini 4 | Reporte Pts Reb Asts | Estadísticas 15 M. Pecarski 7 M. Pecarski 5 A. Uskokovic | Pabellón: Diplomat Arena, Pieštany Asistencia: 150 espectadores Árbitros: Srdan Dozai Gentian Cici Gintaras Vitkauskas |  |

| 30 de julio de 2017, 18:00 | España                                              | 84–72                | Ucrania                                        | |  |
|                            | Parciales: 24–22, 16–11, 4–14, 23–20 (T.E.: 17–5)   |                      |                                                | |  |
|                            | Estadísticas S. Martínez 20 J. Puerto 6 P. Molins 8 | Reporte Pts Reb Asts | Estadísticas 24 I. Sanon 9 I. Sanon 6 I. Sanon | Pabellón: Diplomat Arena, Pieštany Asistencia: 170 espectadores Árbitros: Panagiotis Anastopoulos Nicolas Maestre Georgios Poursanidis |  |

| 1 de agosto de 2017, 13:30 | Serbia                                                   | 72–63                | Ucrania                                            | |  |
|                            | Parciales: 14–16, 18–28, 20–8, 20–11                     |                      |                                                    | |  |
|                            | Estadísticas A. Uskokovic 16 M. Pecarski 14 V. Vulikic 4 | Reporte Pts Reb Asts | Estadísticas 22 I. Sanon 9 V. Kozak 3 D. Klevzunyk | Pabellón: Diplomat Arena, Pieštany Asistencia: 100 espectadores Árbitros: Srdan Dozai Haris Bijedić Gintaras Vitkauskas |  |

| 1 de agosto de 2017, 18:00 | Italia                                               | 68–61                | España                                             | |  |
|                            | Parciales: 12–11, 22–14, 11–16, 23–20                |                      |                                                    | |  |
|                            | Estadísticas M. Serpilli 15 G. Caruso 5 F. Zampini 5 | Reporte Pts Reb Asts | Estadísticas 14 J. Parra 7 O. Ehigitor 3 P. Molins | Pabellón: Diplomat Arena, Pieštany Asistencia: 180 espectadores Árbitros: Ademir Zurapović Marek Kukelcik Nicolas Maestre |  |

### Grupo C
|   | Equipo    | Pts | PG | PP | PF  | PC  | Dif |
| - | --------- | --- | -- | -- | --- | --- | --- |
| 1 | Lituania  | 5   | 2  | 1  | 218 | 200 | 18  |
| 2 | Grecia    | 5   | 2  | 1  | 223 | 226 | −3  |
| 3 | Eslovenia | 4   | 1  | 2  | 214 | 236 | −22 |
| 4 | Finlandia | 4   | 1  | 2  | 240 | 233 | 7   |

#### Partidos
| 29 de julio de 2017, 13:30 | Finlandia                                                | 85–62                                 | Lituania                                           | |  |
| 12:45                      | Parciales: 25–20, 15–13, 19–16, 26–13                    | Parciales: 25–20, 15–13, 19–16, 26–13 | Parciales: 25–20, 15–13, 19–16, 26–13              | |  |
|                            | Estadísticas M. Heinonen 20 M. Jantunen 14 M. Heinonen 4 | Reporte Pts Reb Asts                  | Estadísticas 14 L. Uleckas 6 V. Kozys 5 A. Velicka | Pabellón: Hant Arena, Bratislava Asistencia: 300 espectadores Árbitros: Martin Horozov Marius Cioulin Chris Dodds |  |

| 29 de julio de 2017, 20:15 | Eslovenia                                        | 67–81                                 | Grecia                                                     | |  |
| 20:15                      | Parciales: 12–27, 14–23, 21–19, 20–12            | Parciales: 12–27, 14–23, 21–19, 20–12 | Parciales: 12–27, 14–23, 21–19, 20–12                      | |  |
|                            | Estadísticas M. Gorbachov 13 N. Susa 9 N. Susa 5 | Reporte Pts Reb Asts                  | Estadísticas 24 D. Moraitis 6 G. Kalaitzakis 8 D. Moraitis | Pabellón: Hant Arena, Bratislava Asistencia: 100 espectadores Árbitros: Antonio Conde Aleksandar Glišić Radomir Vojinović |  |

| 30 de julio de 2017, 15:45 | Grecia                                                            | 81–78                | Finlandia                                                    | |  |
|                            | Parciales: 19–15, 27–15, 12–22, 23–26                             |                      |                                                              | |  |
|                            | Estadísticas G. Kalaitzakis 23 G. Kalaitzakis 10 G. Kalaitzakis 3 | Reporte Pts Reb Asts | Estadísticas 27 A. Gustavson 9 M. Jantunen 5' T. Pihlajamaki | Pabellón: Hant Arena, Bratislava Asistencia: 200 espectadores Árbitros: Yener Yılmaz Martin Horozov Vladyslav Isachenko |  |

| 30 de julio de 2017, 20:15 | Lituania                                               | 75–57                | Eslovenia                                          | |  |
|                            | Parciales: 22–17, 8–21, 22–6, 23–13                    |                      |                                                    | |  |
|                            | Estadísticas A. Velicka 15 T. Vaiciunas 6 A. Velicka 6 | Reporte Pts Reb Asts | Estadísticas 13 N. Klavzar 8 M. Susec 2 N. Klavzar | Pabellón: Hant Arena, Bratislava Asistencia: 300 espectadores Árbitros: Antonio Conde Saverio Lanzarini Christof Madinger |  |

| 1 de agosto de 2017, 15:45 | Finlandia                                                | 80–90                | Eslovenia                                      | |  |
|                            | Parciales: 24–24, 17–20, 19–22, 20–24                    |                      |                                                | |  |
|                            | Estadísticas A. Gustavson 19 M. Jantunen 9 M. Heinonen 5 | Reporte Pts Reb Asts | Estadísticas 32 D. Kralj 9 D. Kralj 5 D. Kralj | Pabellón: Hant Arena, Bratislava Asistencia: 300 espectadores Árbitros: Manuel Mazzoni Aleksey Davydov Chris Dodds |  |

| 1 de agosto de 2017, 20:15 | Grecia                                                    | 61–81                | Lituania                                           | |  |
|                            | Parciales: 25–22, 6–23, 11–19, 19–17                      |                      |                                                    | |  |
|                            | Estadísticas G. Kalaitzakis 14 C. Liounis 6 D. Moraitis 2 | Reporte Pts Reb Asts | Estadísticas 20 A. Velicka 9 A. Velicka 4 V. Kozys | Pabellón: Hant Arena, Bratislava Asistencia: 100 espectadores Árbitros: Aleksandar Glišić Marius Ciulin Radomir Vojinović |  |

### Grupo D
|   | Equipo               | Pts | PG | PP | PF  | PC  | Dif |
| - | -------------------- | --- | -- | -- | --- | --- | --- |
| 1 | Francia              | 5   | 2  | 1  | 226 | 169 | 57  |
| 2 | Bosnia y Herzegovina | 5   | 2  | 1  | 213 | 212 | 1   |
| 3 | Letonia              | 5   | 2  | 1  | 206 | 228 | −22 |
| 4 | Eslovaquia           | 3   | 0  | 3  | 183 | 219 | −36 |

#### Partidos
| 29 de julio de 2017, 15:45 | Francia                                                 | 65–66                                 | Bosnia y Herzegovina                                    | |  |
| 12:45                      | Parciales: 20–17, 13–17, 19–17, 13–15                   | Parciales: 20–17, 13–17, 19–17, 13–15 | Parciales: 20–17, 13–17, 19–17, 13–15                   | |  |
|                            | Estadísticas S. Briki 13 M. Dossou Yovo 7 L. Beyhurst 2 | Reporte Pts Reb Asts                  | Estadísticas 32 S. Campara 7 E. Cerkezovic 1 S. Campara | Pabellón: Hant Arena, Bratislava Asistencia: 350 espectadores Árbitros: Manuel Mazzoni Vladyslav Isachenko Yener Yılmaz |  |

| 29 de julio de 2017, 18:00 | Eslovaquia                                             | 61–78                               | Letonia                                                          | |  |
| 20:15                      | Parciales: 19–12, 7–20, 27–27, 8–19                    | Parciales: 19–12, 7–20, 27–27, 8–19 | Parciales: 19–12, 7–20, 27–27, 8–19                              | |  |
|                            | Estadísticas J. Kadasi 15 M. Zeliznak 13 D. Javorsky 4 | Reporte Pts Reb Asts                | Estadísticas 18 R. Hermanovskis 6 E. Kaufmanis 5 R. Hermanovskis | Pabellón: Hant Arena, Bratislava Asistencia: 500 espectadores Árbitros: Saverio Lanzarini Alexey Davydov Christof Madinger |  |

| 30 de julio de 2017, 13:30 | Letonia                                                 | 49–93                | Francia                                          | |  |
|                            | Parciales: 13–24, 9–21, 9–25, 18–23                     |                      |                                                  | |  |
|                            | Estadísticas A. Miska 10 N. Visnevics 7 N. Atelbauers 4 | Reporte Pts Reb Asts | Estadísticas 14 B. Niasse 6 O. Sarr 6 Y. Choupas | Pabellón: Hant Arena, Bratislava Asistencia: 50 espectadores Árbitros: Marius Cioulin Chris Dodds Manuel Mazzoni |  |

| 30 de julio de 2017, 18:00 | Bosnia y Herzegovina                                    | 73–68                | Eslovaquia                                           | |  |
|                            | Parciales: 18–13, 18–18, 15–15, 22–22                   |                      |                                                      | |  |
|                            | Estadísticas S. Campara 20 A. Alikadic 10 A. Jankovic 5 | Reporte Pts Reb Asts | Estadísticas 23 D. Javorsky 9 M. Bizub 5 M. Majercak | Pabellón: Hant Arena, Bratislava Asistencia: 1.000 espectadores Árbitros: Aleksandar Glišić Alexey Davydov Radomir Vojinović |  |

| 1 de agosto de 2017, 13:30 | Letonia                                                  | 79–74                | Bosnia y Herzegovina                               | |  |
|                            | Parciales: 26–20, 22–28, 13–13, 18–13                    |                      |                                                    | |  |
|                            | Estadísticas F. Lacis 18 N. Visnevics 13 D. Atelbauers 5 | Reporte Pts Reb Asts | Estadísticas 16 S. Campara 7 S. Adzic 7 S. Campara | Pabellón: Hant Arena, Bratislava Asistencia: 300 espectadores Árbitros: Antonio Conde Christof Madinger Yener Yılmaz |  |

| 1 de agosto de 2017, 18:00 | Francia                                            | 68–54                | Eslovaquia                                            | |  |
|                            | Parciales: 15–17, 20–11, 18–15, 15–11              |                      |                                                       | |  |
|                            | Estadísticas I. Fevrier 16 I. Fevrier 9 S. Briki 5 | Reporte Pts Reb Asts | Estadísticas 11 M. Majercak 8 J. Kadasi 4 M. Majercak | Pabellón: Hant Arena, Bratislava Asistencia: 1.000 espectadores Árbitros: Saverio Lanzarini Martin Horozov Vladyslav Isachenko |  |

## Fase final

### Cuadro final
|  | Octavos de final     | Octavos de final |                      |         | Cuartos de final | Cuartos de final |  |          | Semifinales | Semifinales |         |              | Final        | Final       |  |
|  | 2 de agosto          | 2 de agosto      |                      |         | 4 de agosto      | 4 de agosto      |  |          | 5 de agosto | 5 de agosto |         |              | 6 de agosto  | 6 de agosto |  |
|  |                      |                  |                      |         |                  |                  |  |          |             |             |         |              |              |             |  |
|  |                      |                  |                      |         |                  |                  |  |          |             |             |         |              |              |             |  |
|  | Turquía              | 78               |                      |         |                  |                  |  |          |             |             |         |              |              |             |  |
|  | Turquía              | 78               |                      |         |                  |                  |  |          |             |             |         |              |              |             |  |
|  | Ucrania              | 76               |                      |         |                  |                  |  |          |             |             |         |              |              |             |  |
|  | Ucrania              | 76               |                      | Turquía | 81               |                  |  |          |             |             |         |              |              |             |  |
|  |                      |                  |                      | Turquía | 81               |                  |  |          |             |             |         |              |              |             |  |
|  |                      |                  | Grecia               | 63      |                  |                  |  |          |             |             |         |              |              |             |  |
|  | Grecia               | 71               | Grecia               | 63      |                  |                  |  |          |             |             |         |              |              |             |  |
|  | Grecia               | 71               |                      |         |                  |                  |  |          |             |             |         |              |              |             |  |
|  | Letonia              | 65               |                      |         |                  |                  |  |          |             |             |         |              |              |             |  |
|  | Letonia              | 65               |                      |         |                  |                  |  | Turquía  | 69          |             |         |              |              |             |  |
|  |                      |                  |                      |         |                  |                  |  | Turquía  | 69          |             |         |              |              |             |  |
|  |                      |                  | España               | 71      |                  |                  |  |          |             |             |         |              |              |             |  |
|  | España               | 87               | España               | 71      |                  |                  |  |          |             |             |         |              |              |             |  |
|  | España               | 87               |                      |         |                  |                  |  |          |             |             |         |              |              |             |  |
|  | Montenegro           | 61               |                      |         |                  |                  |  |          |             |             |         |              |              |             |  |
|  | Montenegro           | 61               |                      | España  | 86               |                  |  |          |             |             |         |              |              |             |  |
|  |                      |                  |                      | España  | 86               |                  |  |          |             |             |         |              |              |             |  |
|  |                      |                  | Francia              | 85      |                  |                  |  |          |             |             |         |              |              |             |  |
|  | Francia              | 66               | Francia              | 85      |                  |                  |  |          |             |             |         |              |              |             |  |
|  | Francia              | 66               |                      |         |                  |                  |  |          |             |             |         |              |              |             |  |
|  | Finlandia            | 58               |                      |         |                  |                  |  |          |             |             |         |              |              |             |  |
|  | Finlandia            | 58               |                      |         |                  |                  |  |          |             |             |         | España       | 62           |             |  |
|  |                      |                  |                      |         |                  |                  |  |          |             |             |         | España       | 62           |             |  |
|  |                      |                  | Serbia               | 74      |                  |                  |  |          |             |             |         |              |              |             |  |
|  | Rusia                | 64               | Serbia               | 74      |                  |                  |  |          |             |             |         |              |              |             |  |
|  | Rusia                | 64               |                      |         |                  |                  |  |          |             |             |         |              |              |             |  |
|  | Italia               | 82               |                      |         |                  |                  |  |          |             |             |         |              |              |             |  |
|  | Italia               | 82               |                      | Italia  | 67               |                  |  |          |             |             |         |              |              |             |  |
|  |                      |                  |                      | Italia  | 67               |                  |  |          |             |             |         |              |              |             |  |
|  |                      |                  | Lituania             | 73      |                  |                  |  |          |             |             |         |              |              |             |  |
|  | Lituania             | 79               | Lituania             | 73      |                  |                  |  |          |             |             |         |              |              |             |  |
|  | Lituania             | 79               |                      |         |                  |                  |  |          |             |             |         |              |              |             |  |
|  | Eslovaquia           | 55               |                      |         |                  |                  |  |          |             |             |         |              |              |             |  |
|  | Eslovaquia           | 55               |                      |         |                  |                  |  | Lituania | 77          |             |         |              |              |             |  |
|  |                      |                  |                      |         |                  |                  |  | Lituania | 77          |             |         |              |              |             |  |
|  |                      |                  | Serbia               | 83      |                  |                  |  |          |             |             |         |              |              |             |  |
|  | Serbia               | 71               | Serbia               | 83      |                  |                  |  |          |             |             |         |              |              |             |  |
|  | Serbia               | 71               |                      |         |                  |                  |  |          |             |             |         |              |              |             |  |
|  | Alemania             | 64               |                      |         |                  |                  |  |          |             |             |         |              |              |             |  |
|  | Alemania             | 64               |                      | Serbia  | 82               |                  |  |          |             |             |         | Tercer lugar | Tercer lugar |             |  |
|  |                      |                  |                      | Serbia  | 82               |                  |  |          |             |             |         | Tercer lugar | Tercer lugar |             |  |
|  |                      |                  | Bosnia y Herzegovina | 50      |                  |                  |  |          |             |             |         |              |              |             |  |
|  | Bosnia y Herzegovina | 65               | Bosnia y Herzegovina | 50      |                  |                  |  |          |             |             | Turquía | 88           |              |             |  |
|  | Bosnia y Herzegovina | 65               |                      |         |                  |                  |  |          |             |             | Turquía | 88           |              |             |  |
|  | Eslovenia            | 59               |                      |         |                  |                  |  |          |             |             |         |              | Lituania     | 97          |  |
|  | Eslovenia            | 59               |                      |         |                  |                  |  |          |             |             |         |              | Lituania     | 97          |  |
|  |                      |                  |                      |         |                  |                  |  |          |             |             |         |              |              |             |  |

#### Octavos de final
| 2 de agosto de 2017, 13:30 | Turquía                                        | 78–76                | Ucrania                                        | |  |
|                            | Parciales: 20–19, 19–24, 22–16, 17–17          |                      |                                                | |  |
|                            | Estadísticas R. Atar 24 Y. Saybir 10 M. Akay 7 | Reporte Pts Reb Asts | Estadísticas 27 I. Sanon 5 I. Sanon 4 I. Sanon | Pabellón: Diplomat Arena, Pieštany Asistencia: 150 espectadores Árbitros: Ademir Zurapović Mehdi Difallah Alexander Milojević |  |

| 2 de agosto de 2017, 13:30 | Bosnia y Herzegovina                                   | 65–59                | Eslovenia                                          | |  |
|                            | Parciales: 12–17, 18–11, 16–18, 19–13                  |                      |                                                    | |  |
|                            | Estadísticas S. Campara 20 A. Jankovic 10 S. Campara 7 | Reporte Pts Reb Asts | Estadísticas 18 D. Kralj 6 N. Klavzar 9 N. Klavzar | Pabellón: Hant Arena, Bratislava Asistencia: 300 espectadores Árbitros: Aleksandar Glišić Aleksey Davydov Yener Yılmaz |  |

| 2 de agosto de 2017, 15:45 | España                                                  | 87–61                | Montenegro                                                 | |  |
|                            | Parciales: 23–13, 29–7, 16–24, 19–17                    |                      |                                                            | |  |
|                            | Estadísticas S. Martinez 17 S. Martinez 9 R. Carrasco 4 | Reporte Pts Reb Asts | Estadísticas 20 M. Simonovic 5 M. Simonovic 4 A. Slavkovic | Pabellón: Diplomat Arena, Pieštany Asistencia: 100 espectadores Árbitros: Georgios Poursanidis Haris Bijedić Gintaras Vitkauskas |  |

| 2 de agosto de 2017, 15:45 | Francia                                              | 66–58                | Finlandia                                                | |  |
|                            | Parciales: 25–14, 9–19, 16–12, 16–13                 |                      |                                                          | |  |
|                            | Estadísticas I. Fevrier 17 Y. Choupas 7 Y. Choupas 4 | Reporte Pts Reb Asts | Estadísticas 16 M. Heinonen 18 M. Jantunen 4 M. Heinonen | Pabellón: Hant Arena, Bratislava Asistencia: 300 espectadores Árbitros: Manuel Mazzoni Marius Ciulin Christof Madinger |  |

| 2 de agosto de 2017, 18:00 | Serbia                                                 | 71–64                | Alemania                                                    | |  |
|                            | Parciales: 26–13, 11–14, 20–25, 14–12                  |                      |                                                             | |  |
|                            | Estadísticas N. Miskovic 18 N. Miskovic 9 V. Vulikic 5 | Reporte Pts Reb Asts | Estadísticas 14 H. Drescher 8 P. Herkenhoff 4 J. Mattisseck | Pabellón: Diplomat Arena, Pieštany Asistencia: 130 espectadores Árbitros: Panagiotis Anastopoulos Marek Kukelcik Nicolas Maestre |  |

| 2 de agosto de 2017, 18:00 | Lituania                                                | 79–55                | Eslovaquia                                              | |  |
|                            | Parciales: 19–8, 22–19, 21–16, 17–12                    |                      |                                                         | |  |
|                            | Estadísticas V. Kozys 15 G. Vasiliauskas 8 A. Velicka 7 | Reporte Pts Reb Asts | Estadísticas 16 M. Zeliznak 9 M. Zeliznak 3 D. Javorsky | Pabellón: Hant Arena, Bratislava Asistencia: 1.000 espectadores Árbitros: Antonio Conde Chris Dodds Martin Horozov |  |

| 2 de agosto de 2017, 20:15 | Rusia                                                  | 64–82                | Italia                                               | |  |
|                            | Parciales: 11–30, 17–17, 16–18, 20–17                  |                      |                                                      | |  |
|                            | Estadísticas A. Ershov 23 A. Savrasov 11 D. Kasatkin 4 | Reporte Pts Reb Asts | Estadísticas 18 G. Caruso 7 M. Serpilli 9 E. Trapani | Pabellón: Diplomat Arena, Pieštany Asistencia: 150 espectadores Árbitros: Srdan Dozai Gentian Cici Martins Kozlovskis |  |

| 2 de agosto de 2017, 20:15 | Grecia                                                        | 71–65                | Letonia                                             | |  |
|                            | Parciales: 21–17, 14–14, 14–20, 22–14                         |                      |                                                     | |  |
|                            | Estadísticas D. Moraitis 26 G. Kalaitzakis 7 G. Kalaitzakis 6 | Reporte Pts Reb Asts | Estadísticas 12 A. Miska 7 A. Miska 4 D. Atelbauers | Pabellón: Hant Arena, Bratislava Asistencia: 300 espectadores Árbitros: Saverio Lanzarini Vladyslav Isachenko Radomir Vojinović |  |

#### Cuartos de final
| 4 de agosto de 2017, 13:30 | Turquía                                      | 81–63                | Grecia                                                        | |  |
|                            | Parciales: 24–18, 21–15, 18–17, 18–13        |                      |                                                               | |  |
|                            | Estadísticas R. Atar 22 R. Atar 11 M. Akay 7 | Reporte Pts Reb Asts | Estadísticas 20 K. Kampouridis 7 G. Kalaitzakis 6 D. Moraitis | Pabellón: Hant Arena, Bratislava Asistencia: 300 espectadores Árbitros: Srdan Dozai Gentian Cici Martins Kozlovskis |  |

| 4 de agosto de 2017, 15:45 | España                                                | 86–85                | Francia                                       | |  |
|                            | Parciales: 16–15, 18–30, 19–13, 22–17 (T.E.: 11–10)   |                      |                                               | |  |
|                            | Estadísticas S. Martínez 21 O. Ehigitor 9 J. Puerto 6 | Reporte Pts Reb Asts | Estadísticas 21 Y. Blanc 9 O. Sarr 5 S. Briki | Pabellón: Hant Arena, Bratislava Asistencia: 300 espectadores Árbitros: Saverio Lanzarini Aleksandar Glišić Radomir Vojinović |  |

| 4 de agosto de 2017, 18:00 | Italia                                              | 67–73                | Lituania                                                 | |  |
|                            | Parciales: 14–23, 16–19, 18–14, 19–17               |                      |                                                          | |  |
|                            | Estadísticas M. Ebeling 13 A. Pajola 5 A. Pajola 11 | Reporte Pts Reb Asts | Estadísticas 18 I. Sargiunas 13 A. Velicka 11 A. Velicka | Pabellón: Hant Arena, Bratislava Asistencia: 500 espectadores Árbitros: Panagiotis Anastopoulos Marek Kukelcik Nicolas Maestre |  |

| 4 de agosto de 2017, 20:15 | Serbia                                               | 82–50                | Bosnia y Herzegovina                                   | |  |
|                            | Parciales: 19–15, 18–9, 24–13, 21–13                 |                      |                                                        | |  |
|                            | Estadísticas A. Matic 12 M. Pecarski 10 V. Vulikic 4 | Reporte Pts Reb Asts | Estadísticas 24 S. Campara 5 K. Kamenjas 3 A. Jankovic | Pabellón: Hant Arena, Bratislava Asistencia: 100 espectadores Árbitros: Antonio Conde Christof Madinger Georgios Poursanidis |  |

#### Semifinales
| 5 de agosto de 2017, 18:00 | Turquía                                          | 69–71                | España                                              | |  |
|                            | Parciales: 25–12, 11–25, 19–11, 14–23            |                      |                                                     | |  |
|                            | Estadísticas Y. Saybir 21 Y. Saybir 9 E. Akyuz 4 | Reporte Pts Reb Asts | Estadísticas 13 S. Martínez 6 J. Puerto 5 D. Cuevas | Pabellón: Hant Arena, Bratislava Asistencia: 150 espectadores Árbitros: Panagiotis Anastopoulos Martins Kozlovskis Nicolas Maestre |  |

| 5 de agosto de 2017, 20:15 | Lituania                                              | 77–83                | Serbia                                                    | |  |
|                            | Parciales: 15–21, 20–18, 26–20, 16–24                 |                      |                                                           | |  |
|                            | Estadísticas L. Kisunas 18 L. Kisunas 13 A. Velicka 7 | Reporte Pts Reb Asts | Estadísticas 15 A. Marjanovic 10 N. Miskovic 7 V. Vulikic | Pabellón: Hant Arena, Bratislava Asistencia: 500 espectadores Árbitros: Saverio Lanzarini Christof Madinger Georgios Poursanidis |  |

#### Partido por la medalla de bronce
| 6 de agosto de 2017, 18:00 | Turquía                                            | 88–97                | Lituania                                               | |  |
|                            | Parciales: 25–22, 20–21, 23–18, 16–23 (T.E.: 4–13) |                      |                                                        | |  |
|                            | Estadísticas Y. Saybir 21 Y. Saybir 8 E. Akyuz 9   | Reporte Pts Reb Asts | Estadísticas 22 E. Venskus 8 I. Sargiunas 6 L. Uleckas | Pabellón: Hant Arena, Bratislava Asistencia: 350 espectadores Árbitros: Antonio Conde Srdan Dozai Saverio Lanzarini |  |

#### Final
| 6 de agosto de 2017, 20:15 | España                                                | 62–74                | Serbia                                                  | |  |
|                            | Parciales: 18–11, 11–17, 11–21, 22–25                 |                      |                                                         | |  |
|                            | Estadísticas S. Martínez 23 S. Martínez 7 D. Cuevas 7 | Reporte Pts Reb Asts | Estadísticas 23 N. Miskovic 11 M. Pecarski 8 V. Vulikic | Pabellón: Hant Arena, Bratislava Asistencia: 1.000 espectadores Árbitros: Panagiotis Anastopoulos Martins Kozlovskis Nicolas Maestre |  |

### Cuadro por el 5º-8º lugar
|  | Semifinales 5º-8º    | Semifinales 5º-8º |        |         | Partido 5º lugar     | Partido 5º lugar |  |
|  | 5 de agosto          | 5 de agosto       |        |         | 6 de agosto          | 6 de agosto      |  |
|  |                      |                   |        |         |                      |                  |  |
|  |                      |                   |        |         |                      |                  |  |
|  | Grecia               | 53                |        |         |                      |                  |  |
|  | Grecia               | 53                |        |         |                      |                  |  |
|  | Francia              | 81                |        |         |                      |                  |  |
|  | Francia              | 81                |        | Francia | 55                   |                  |  |
|  |                      |                   |        | Francia | 55                   |                  |  |
|  |                      |                   | Italia | 81      |                      |                  |  |
|  | Italia               | 77                | Italia | 81      |                      |                  |  |
|  | Italia               | 77                |        |         |                      |                  |  |
|  | Bosnia y Herzegovina | 59                |        |         | Partido 7º lugar     | Partido 7º lugar |  |
|  | Bosnia y Herzegovina | 59                |        |         | Partido 7º lugar     | Partido 7º lugar |  |
|  |                      |                   |        |         |                      |                  |  |
|  |                      |                   |        |         | Grecia               | 77               |  |
|  |                      |                   |        |         | Grecia               | 77               |  |
|  |                      |                   |        |         | Bosnia y Herzegovina | 55               |  |
|  |                      |                   |        |         | Bosnia y Herzegovina | 55               |  |
|  |                      |                   |        |         |                      |                  |  |

#### Semifinales del 5º–8º lugar
| 5 de agosto de 2017, 13:30 | Grecia                                                           | 53–81                | Francia                                              | |  |
|                            | Parciales: 11–22, 13–18, 13–22, 16–19                            |                      |                                                      | |  |
|                            | Estadísticas G. Kalaitzakis 10 K. Kampouridis 7 K. Kampouridis 1 | Reporte Pts Reb Asts | Estadísticas 21 I. Fevrier 9 J. Mballa 5 L. Beyhurst | Pabellón: Hant Arena, Bratislava Asistencia: 200 espectadores Árbitros: Antonio Conde Aleksandar Glišić Radomir Vojinović |  |

| 5 de agosto de 2017, 15:45 | Italia                                                 | 77–59                | Bosnia y Herzegovina                                 | |  |
|                            | Parciales: 25–13, 9–14, 21–20, 22–12                   |                      |                                                      | |  |
|                            | Estadísticas M. Palumbo 26 M. Serpilli 6 F. Bonacini 4 | Reporte Pts Reb Asts | Estadísticas 15 S. Adzic 14 K. Kamenjas 3 S. Campara | Pabellón: Hant Arena, Bratislava Asistencia: 300 espectadores Árbitros: Srdan Dozai Gentian Cici Marek Kukelcik |  |

#### Partido por el 7º lugar
| 6 de agosto de 2017, 13:30 | Grecia                                                            | 77–55                | Bosnia y Herzegovina                                | |  |
|                            | Parciales: 12–7, 23–22, 24–12, 18–14                              |                      |                                                     | |  |
|                            | Estadísticas G. Kalaitzakis 16 G. Kalaitzakis 6 N. Arsenopoulos 4 | Reporte Pts Reb Asts | Estadísticas 16 V. Ilic 7 K. Kamenjas 4 K. Kamenjas | Pabellón: Hant Arena, Bratislava Asistencia: 300 espectadores Árbitros: Christof Madinger Gentian Cici Marek Kukelcik |  |

#### Partido por el 5º lugar
| 6 de agosto de 2017, 15:45 | Francia                                             | 55–81                | Italia                                            | |  |
|                            | Parciales: 18–25, 12–16, 9–21, 16–19                |                      |                                                   | |  |
|                            | Estadísticas I. Fevrier 17 I. Fevrier 8 B. Niasse 3 | Reporte Pts Reb Asts | Estadísticas 18 G. Caruso 6 G. Caruso 3 A. Pajola | Pabellón: Hant Arena, Bratislava Asistencia: 300 espectadores Árbitros: Georgios Poursanidis Aleksandar Glišić Radomir Vojinović |  |

### Cuadro por el 9º-16º lugar
|  | Partido 13.er lugar | Partido 13.er lugar |             |         | Semifinales 13.º-16.º | Semifinales 13.º-16.º |             |             | Cuartos de final 9.º-16.º | Cuartos de final 9.º-16.º |       |         | Semifinales 9.º-12.º | Semifinales 9.º-12.º |  |  | Partido 9.º lugar | Partido 9.º lugar |
|  |                     |                     |             |         |                       |                       |             |             |                           |                           |       |         |                      |                      |  |  |                   |                   |
|  |                     |                     |             |         |                       |                       |             |             | 4 de agosto               |                           |       |         |                      |                      |  |  |                   |                   |
|  |                     |                     |             |         |                       |                       |             |             |                           |                           |       |         |                      |                      |  |  |                   |                   |
|  | 6 de agosto         | 6 de agosto         |             |         | 5 de agosto           | 5 de agosto           |             |             | Ucrania                   | 78                        |       |         | 5 de agosto          | 5 de agosto          |  |  | 6 de agosto       | 6 de agosto       |
|  | 6 de agosto         | 6 de agosto         |             |         | 5 de agosto           | 5 de agosto           |             |             | Ucrania                   | 78                        |       |         | 5 de agosto          | 5 de agosto          |  |  | 6 de agosto       | 6 de agosto       |
|  | 6 de agosto         | 6 de agosto         |             |         | 5 de agosto           | 5 de agosto           | Letonia     | 60          |                           |                           |       |         | 5 de agosto          | 5 de agosto          |  |  | 6 de agosto       | 6 de agosto       |
|  | 6 de agosto         | 6 de agosto         |             | Letonia | 55                    |                       | Letonia     | 60          |                           |                           |       | Ucrania | 56                   |                      |  |  | 6 de agosto       | 6 de agosto       |
|  | 6 de agosto         | 6 de agosto         | 4 de agosto | Letonia | 55                    |                       |             |             |                           |                           |       | Ucrania | 56                   |                      |  |  | 6 de agosto       | 6 de agosto       |
|  | 6 de agosto         | 6 de agosto         |             |         | Montenegro            | 66                    |             |             | Finlandia                 | 70                        |       |         |                      |                      |  |  | 6 de agosto       | 6 de agosto       |
|  | 6 de agosto         | 6 de agosto         | Montenegro  | 67      | Montenegro            | 66                    |             |             | Finlandia                 | 70                        |       |         |                      |                      |  |  | 6 de agosto       | 6 de agosto       |
|  | 6 de agosto         | 6 de agosto         | Montenegro  | 67      |                       |                       |             |             |                           |                           |       |         |                      |                      |  |  | 6 de agosto       | 6 de agosto       |
|  | 6 de agosto         | 6 de agosto         |             |         | Finlandia             | 82                    |             |             |                           |                           |       |         |                      |                      |  |  | 6 de agosto       | 6 de agosto       |
|  | Montenegro          | 73                  |             |         | Finlandia             | 82                    | Finlandia   | 69          |                           |                           |       |         |                      |                      |  |  |                   |                   |
|  | Montenegro          | 73                  | 4 de agosto |         |                       |                       | Finlandia   | 69          |                           |                           |       |         |                      |                      |  |  |                   |                   |
|  | Eslovenia           | 63                  |             |         | Rusia                 | 75                    |             |             |                           |                           |       |         |                      |                      |  |  |                   |                   |
|  | Eslovenia           | 63                  | Rusia       | 76      | Rusia                 | 75                    |             |             |                           |                           |       |         |                      |                      |  |  |                   |                   |
|  |                     |                     | Rusia       | 76      | 5 de agosto           | 5 de agosto           | 5 de agosto | 5 de agosto |                           |                           |       |         |                      |                      |  |  |                   |                   |
|  |                     |                     | Eslovaquia  | 55      | 5 de agosto           | 5 de agosto           | 5 de agosto | 5 de agosto |                           |                           |       |         |                      |                      |  |  |                   |                   |
|  | Partido 15.º lugar  | Partido 15.º lugar  | Eslovaquia  | 55      | Eslovaquia            | 57                    |             |             |                           |                           | Rusia | 70      | Partido 11.º lugar   | Partido 11.º lugar   |  |  |                   |                   |
|  | Partido 15.º lugar  | Partido 15.º lugar  | 4 de agosto |         | Eslovaquia            | 57                    |             |             |                           |                           | Rusia | 70      | Partido 11.º lugar   | Partido 11.º lugar   |  |  |                   |                   |
|  | 6 de agosto         | 6 de agosto         |             |         | Eslovenia             | 62                    |             |             | Alemania                  | 69                        |       |         | 6 de agosto          | 6 de agosto          |  |  |                   |                   |
|  | Letonia             | 57                  | Alemania    | 91      | Eslovenia             | 62                    | Ucrania     | 71          | Alemania                  | 69                        |       |         |                      |                      |  |  |                   |                   |
|  | Letonia             | 57                  | Alemania    | 91      |                       |                       | Ucrania     | 71          |                           |                           |       |         |                      |                      |  |  |                   |                   |
|  | Eslovaquia          | 69                  |             |         | Eslovenia             | 50                    |             |             | Alemania                  | 89                        |       |         |                      |                      |  |  |                   |                   |

#### Cuartos de final del 9º–16º lugar
| 4 de agosto de 2017, 13:30 | Ucrania                                     | 78–60                | Letonia                                                 | |  |
|                            | Parciales: 27–18, 26–9, 10–19, 15–14        |                      |                                                         | |  |
|                            | Estadísticas M. Kim 23 M. Kim 10 V. Kozak 5 | Reporte Pts Reb Asts | Estadísticas 18 E. Kaufmanis 7 F. Lacis 2 D. Atelbauers | Pabellón: Diplomat Arena, Pieštany Asistencia: 130 espectadores Árbitros: Marius Ciulin Chris Dodds Yener Yılmaz |  |

| 4 de agosto de 2017, 15:45 | Montenegro                                                | 67–82                | Finlandia                                                     | |  |
|                            | Parciales: 21–17, 18–20, 20–20, 8–25                      |                      |                                                               | |  |
|                            | Estadísticas M. Simonovic 15 M. Simonovic 10 V. Popovic 5 | Reporte Pts Reb Asts | Estadísticas 22 T. Pihlajamaki 9 T. Pihlajamaki 6 M. Jantunen | Pabellón: Diplomat Arena, Pieštany Asistencia: 150 espectadores Árbitros: Ademir Zurapović Aleksey Davydov Gintaras Vitkauskas |  |

| 4 de agosto de 2017, 18:00 | Rusia                                                    | 76–55                | Eslovaquia                                              | |  |
|                            | Parciales: 20–15, 21–16, 22–13, 13–11                    |                      |                                                         | |  |
|                            | Estadísticas A. Savrasov 18 V. Sharapov 13 A. Khomenko 3 | Reporte Pts Reb Asts | Estadísticas 13 M. Zeliznak 9 M. Zeliznak 4 D. Javorsky | Pabellón: Diplomat Arena, Pieštany Asistencia: 200 espectadores Árbitros: Manuel Mazzoni Martin Horozov Vladyslav Isachenko |  |

| 4 de agosto de 2017, 20:15 | Alemania                                                      | 91–50                | Eslovenia                                                 | |  |
|                            | Parciales: 20–19, 25–9, 21–10, 25–12                          |                      |                                                           | |  |
|                            | Estadísticas P. Herkenhoff 14 P. Herkenhoff 9 P. Herkenhoff 5 | Reporte Pts Reb Asts | Estadísticas 9 M. Gorbachov 6 M. Gorbachov 2 M. Gorbachov | Pabellón: Diplomat Arena, Pieštany Asistencia: 140 espectadores Árbitros: Mehdi Difallah Haris Bijedić Alexander Milojević |  |

#### Semifinales del13.er–16.º luga r
| 5 de agosto de 2017, 13:30 | Letonia                                             | 55–66                | Montenegro                                                  | |  |
|                            | Parciales: 4–19, 19–14, 19–15, 13–18                |                      |                                                             | |  |
|                            | Estadísticas F. Lacis 11 F. Lacis 8 D. Atelbauers 4 | Reporte Pts Reb Asts | Estadísticas 31 M. Simonovic 12 M. Simonovic 4 A. Slavkovic | Pabellón: Diplomat Arena, Pieštany Asistencia: 80 espectadores Árbitros: Manuel Mazzoni Aleksey Davydov Martin Horozov |  |

| 5 de agosto de 2017, 15:45 | Eslovaquia                                           | 57–62                | Eslovenia                                              | |  |
|                            | Parciales: 8–14, 14–21, 24–15, 11–12                 |                      |                                                        | |  |
|                            | Estadísticas J. Kadasi 18 J. Kadasi 12 D. Javorsky 2 | Reporte Pts Reb Asts | Estadísticas 17 D. Kralj 7 M. Gorbachov 4 M. Gorbachov | Pabellón: Diplomat Arena, Pieštany Asistencia: 120 espectadores Árbitros: Yener Yılmaz Marius Ciulin Gintaras Vitkauskas |  |

#### Semifinales del 9º–12º lugar
| 5 de agosto de 2017, 18:00 | Ucrania                                              | 56–70                | Finlandia                                                   | |  |
|                            | Parciales: 17–21, 14–10, 17–19, 8–20                 |                      |                                                             | |  |
|                            | Estadísticas I. Sanon 18 D. Bachurin 9 D. Bachurin 2 | Reporte Pts Reb Asts | Estadísticas 15 T. Pihlajamaki 14 M. Jantunen 7 M. Heinonen | Pabellón: Diplomat Arena, Pieštany Asistencia: 100 espectadores Árbitros: Mehdi Difallah Chris Dodds Alexander Milojević |  |

| 5 de agosto de 2017, 20:15 | Rusia                                                    | 70–69                | Alemania                                                       | |  |
|                            | Parciales: 19–14, 23–15, 9–17, 12–17 (T.E.: 7–6)         |                      |                                                                | |  |
|                            | Estadísticas A. Khomenko 14 A. Shashkov 16 A. Khomenko 4 | Reporte Pts Reb Asts | Estadísticas 16 P. Herkenhoff 11 P. Herkenhoff 4 P. Herkenhoff | Pabellón: Diplomat Arena, Pieštany Asistencia: 80 espectadores Árbitros: Ademir Zurapović Haris Bijedić Vladyslav Isachenko |  |

#### Partido por el 15º lugar
| 6 de agosto de 2017, 13:30 | Letonia                                                       | 57–69                | Eslovaquia                                           | |  |
|                            | Parciales: 17–23, 14–13, 12–22, 14–11                         |                      |                                                      | |  |
|                            | Estadísticas R. Hermanovskis 11 N. Visnevics 5 E. Kaufmanis 3 | Reporte Pts Reb Asts | Estadísticas 15 D. Kubala 10 M. Zeliznak 3 J. Kadasi | Pabellón: Diplomat Arena, Pieštany Asistencia: 100 espectadores Árbitros: Mehdi Difallah Alexander Milojević Ademir Zurapović |  |

#### Partido por el13.erlugar
| 6 de agosto de 2017, 15:45 | Montenegro                                             | 73–63                | Eslovenia                                                | |  |
|                            | Parciales: 23–15, 19–12, 11–19, 20–17                  |                      |                                                          | |  |
|                            | Estadísticas D. Brnovic 20 M. Simonovic 9 N. Vujovic 2 | Reporte Pts Reb Asts | Estadísticas 20 N. Susa 7 J. Andolsek Heine 5 N. Klavzar | Pabellón: Diplomat Arena, Pieštany Asistencia: 110 espectadores Árbitros: Marius Ciulin Chris Dodds Martin Horozov |  |

#### Partido por el 11º lugar
| 6 de agosto de 2017, 18:00 | Ucrania                                          | 71–89                | Alemania                                                   | |  |
|                            | Parciales: 16–31, 12–14, 21–21, 22–23            |                      |                                                            | |  |
|                            | Estadísticas I. Sanon 21 I. Sanon 8 A. Grytsak 4 | Reporte Pts Reb Asts | Estadísticas 20 P. Herkenhoff 11 H. Drescher 7 M. Meredith | Pabellón: Diplomat Arena, Pieštany Asistencia: 80 espectadores Árbitros: Mehdi Difallah Haris Bijedić Gintaras Vitkauskas |  |

#### Partido por el 9º lugar
| 6 de agosto de 2017, 20:15 | Finlandia                                                | 69–75                | Rusia                                                 | |  |
|                            | Parciales: 16–17, 13–17, 20–17, 20–24                    |                      |                                                       | |  |
|                            | Estadísticas M. Heinonen 21 M. Jantunen 17 M. Heinonen 5 | Reporte Pts Reb Asts | Estadísticas 18 A. Ershov 9 D. Khaldeev 4 Y. Umrikhin | Pabellón: Diplomat Arena, Pieštany Asistencia: 80 espectadores Árbitros: Yener Yılmaz Martin Horozov Vladyslav Isachenko |  |

## Clasificación final
– Desciende a la División B.
| Pos.              | Equipo               | Balance |
| ----------------- | -------------------- | ------- |
| Medalla de oro    | Serbia               | 6–1     |
| Medalla de plata  | España               | 5–2     |
| Medalla de bronce | Lituania             | 5–2     |
| 4.º               | Turquía              | 5–2     |
| 5.º               | Italia               | 5–2     |
| 6.º               | Francia              | 4–3     |
| 7.º               | Grecia               | 4–3     |
| 8.º               | Bosnia y Herzegovina | 3–4     |
| 9.º               | Rusia                | 4–3     |
| 10.º              | Finlandia            | 3–4     |
| 11.º              | Alemania             | 3–4     |
| 12.º              | Ucrania              | 1–6     |
| 13.º              | Montenegro           | 3–4     |
| 14.º              | Eslovenia            | 2–5     |
| 15.º              | Eslovaquia           | 1–6     |
| 16.º              | Letonia              | 2–5     |